# Matías Campos
Pour les articles homonymes, voir Campos.
Matías Campos Toro, né le 22 juin 1989 à Santiago, est un footballeur chilien qui joue au poste de latéral gauche. 
Matías Campos a été international chilien de 2011 à 2012.

## Biographie
Le 17 janvier 2012, il signe un contrat de quatre ans et demi en faveur d'Udinese.